# Radical 45
El radical 45, representado por el carácter Han 屮, es uno de los 214 radicales del diccionario de Kangxi. En mandarín estándar es llamado 屮部　(chè bù, «radical “brote”»), en japonés es llamado 屮部, てつぶ　(tetsubu), y en coreano 철 (cheol). Este radical es llamado radical «brote» (de una planta) en los textos occidentales.

## Nombres populares
- Mandarín estándar: 屮, chè.
- Coreano: 풀철부, pul cheol bu «radical cheol-hierba».
- Japonés: 屮（てつ）, tetsu; 芽生え（めばえ）, mebae, «brote».
- En occidente: radical «brote».

## Galería
| Estilos antiguos                                 | Estilos antiguos                  | Estilos antiguos                        | Estilos antiguos                   | Estilos antiguos                   | Estilos empleados actualmente       | Estilos empleados actualmente  | Estilos empleados actualmente    | Estilos empleados actualmente   | Estilos empleados actualmente  |
|                                                  |                                   |                                         |                                    |                                    |                                     | 屮                             |                                  |                                 |                                |
| 甲骨文 jiǎgǔwén (escritura de huesos oraculares) | 金文 jīnwén (escritura de bronce) | 简帛 jiǎnbó (escritura de bambú y seda) | 篆文 zhuànwén (escritura de sello) | 篆文 zhuànwén (escritura de sello) | 隸書 lìshū (estilo de los escribas) | 楷書 kǎishū (estilo regular)   | 楷書 kǎishū (estilo regular)     | 行書 xǐngshū (estilo corriente) | 草書 cǎoshū (estilo de hierba) |
| 甲骨文 jiǎgǔwén (escritura de huesos oraculares) | 金文 jīnwén (escritura de bronce) | 简帛 jiǎnbó (escritura de bambú y seda) | 大篆 dàzhuàn (sello grande)        | 小篆 xiǎozhuàn (sello pequeño)     | 隸書 lìshū (estilo de los escribas) | 繁體／繁体 fántǐ (tradicional) | 简体／簡體 jiǎntǐ (simplificado) | 行書 xǐngshū (estilo corriente) | 草書 cǎoshū (estilo de hierba) |

## Caracteres con el radical 45

| trazos | carácter |
| ------ | -------- |
| + 0    | 屮       |
| + 1    | 屯       |
| + 3    | 屰       |